# Краснопущанський монастир
Краснопущанський монастир отців Василіян (ЧСВВ) — релігійний заклад, діючий монастир отців Василіян Української греко-католицької церкви в селі Краснопуща (нині Бережанського району, Тернопільської області, Україна).

## Історія
Монастир був заснований 20 грудня 1664 р. за старим стилем, грамотою львівського єпископа Атанасія Желиборського, котра була видана у Рудниках біля Львова. В ній ченцям Варлаамові та Феодосієві доручається заснування монастиря у Красній Пущі – саме такою була первісна назва села.
Разом із тим, довгий час була популярною легенда, про участь у заснування монастиря коронного хорунжого Яна Собеського — майбутнього короля Ян III, який зустрів у лісі монаха Гедеона (Григорія) Буйницького, колишнього козака, учасника походів на Москву та згодом, духівника у війську Богдана Хмельницького. Ймовірно, легенда пов'язана із пожертвуваннями, які Ян Собєський, вже будучи королем, зробив на користь монастиря.. Детальні причини виникнення переказу та компілації в ньому різних подій стали предметом спеціальної статті Василя Щурата "Краснопущенська легенда". 
У 1700 році монастир, як і вся Львівська єпархія, став унійним.

Монастир у Краснопущі, XIX століття, в центрі церква св. Параскеви

Церква Параскеви до пожежі (фото кінця XIX ст.)

Спочатку монастир стояв на горі. На теперішнє місце його перенесли у 1730 р. Тоді ж збудували нову церкву Воздвиження Чесного Хреста. Монастирські будівлі перебудовані в 1756 році. Також у XVIII ст. неподалік від обителі, на горі Зосимовій, стояв скитик з церквою Вознесіння Господнього.
У XVIII ст. монастир мав осередки у Лісниках (Монастирок; біля Бережан) та в селі Підгороддя (нині — Рогатинський район). Підтримував зв'язки з монастирями в Уневі та Крехові.
У різні часи належав до Поморянського, Нараївського, Зборівського деканатів УГКЦ. Провадив зразкове багатогалузеве господарство, мав близько 200 морґів лісу, поле, сад, велику пасіку, штучний зарибнений ставок, водяний млин. Перед Другою світовою війною все господарство відбудоване.
У 1786—1797 рр. замість дерев'яного монастиря звели мурований. 26 червня 1899 (або 1890) р. через те, що паламар або ігумен не загасив одну свічку, згоріла дерев'яна монастирська церква — врятувати вдалося тільки частину іконостасу (автор Василь Петранович), окремі ікони та образи-портрети короля Я. Собеського та його дружини Марисеньки.
Нову церкву збудували в 1906 році. Для неї Львівський монастир св. Онуфрія подарував іконостас авторства Гната Стобенського з ліквідованого монастиря в селі Деревач. Ікони для цього іконостасу писав український церковний маляр і різьбар Теодосій Січинський (ігумен василіянського монастиря в с. Виспі біля Бібрки).

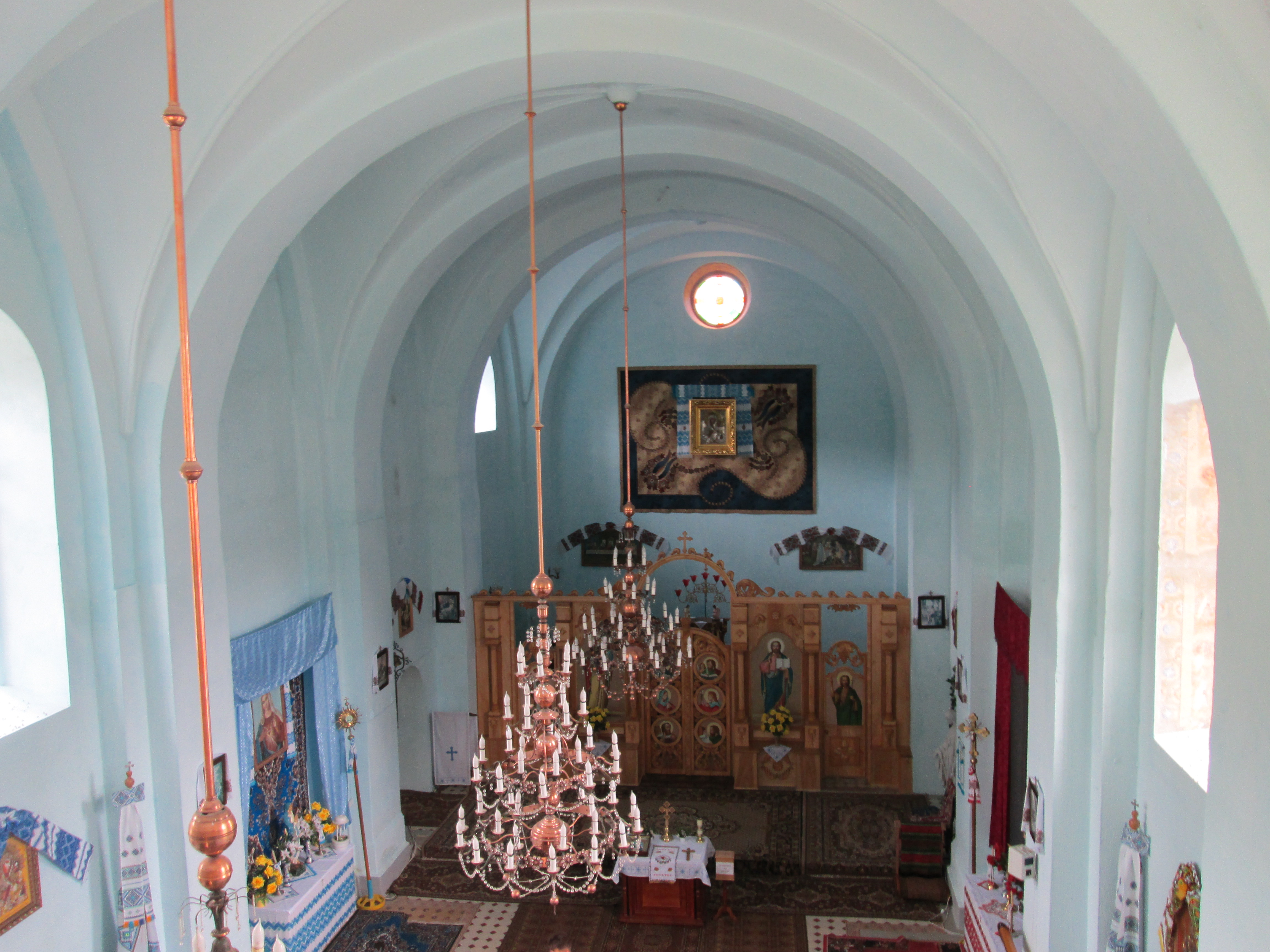
Монастирська церква Різдва Івана Хрестителя, село Краснопуща

Від XIX ст. Краснопущанський монастир відомий як один із релігійних центрів краю. До 1947 року щорічно 7 липня тут відбувалися відпусти.
1946 року відібраний радянською владою у василіян. Спочатку слугував геріатричним будинком, від 1979 року — психоневрологічний інтернат. Внутрішній простір монастирського храму розділили на 2 поверхи: на першому була їдальня, на другому — клуб для підопічних, у святилищі, замість вівтаря — кухня.
У 1993 році храм та частину монастиря повернули у власність ЧСВВ. 1998 року сесія Бережанської районної ради передала решту будівлі, господарські приміщення у власність ЧСВВ. Бережанський психоневрологічний будинок-інтернат оскаржив у суді це рішення. В грудні 2000 року арбітражний суд Тернопільської області видав постанову, якою скасовано рішення Бережанської районної ради. Таким чином у василіян залишилися у власності храм (ліве крило будівлі), частина монастиря (праве крило). У цих умовах настоятель монастиря о. Степан Романик розпочав реставрацію будівель, погоджуючи всі кроки з архітекторами та пам'яткоохоронними структурами. Зрештою, після численних скарг і звернень щодо необхідності повернення монастиря і його відродження Тернопільська обласна рада рішенням від 8 серпня 2014 року передала будівлі обителі Чину Святого Василія Великого. Урманська сільська рада присвоїла монастирю адресу: вул. Богдана Хмельницького, 62, село Краснопуща, Бережанський район, Тернопільська область.

## Опис
У плані побудови нагадує літеру «П». Складається з храму Різдва Івана Хрестителя та будівлі з келіями. Навколо церкви та монастиря є вертикальна меліорація.

## Відомі люди

### Відвідували
Бібліотекою монастиря користувалися Богдан, Левко і Сильвестр Лепкі, Іван Франко (влітку 1894 р.), Андрій Чайковський.

### Ігумени
- о. Анастасій Дідицький (бл. 1809—1811)
- о. Гликерій Дубицький (1811—1813)
- о. Єремія Ломницький (1900—1901)
- о. Павло Пушкарський[15] (1926—1931)
- о. Пахомій Борис (1931—1934)
- о. Йосиф Галабарда (1934—1937)

### Ченці
- Дидик Созонт[16]